# Plougoulm
Plougoulm (bretonisch Plougouloum) ist eine französische Gemeinde mit 1761 Einwohnern (Stand 1. Januar 2022) im Département Finistère in der Bretagne.

## Geographie
Die Gemeinde liegt 44 Kilometer nordöstlich von Brest nahe dem Ärmelkanal bei Saint-Pol-de-Léon. An der westlichen Gemeindegrenze verläuft der Küstenfluss Guillec, an der östlichen und nördlichen Grenze der Horn.

## Bevölkerungsentwicklung
| 1962 | 1968 | 1975 | 1982 | 1990 | 1999 | 2007 | 2017 |
| ---- | ---- | ---- | ---- | ---- | ---- | ---- | ---- |
| 2030 | 2001 | 1809 | 1788 | 1693 | 1621 | 1770 | 1759 |

## Sehenswürdigkeiten

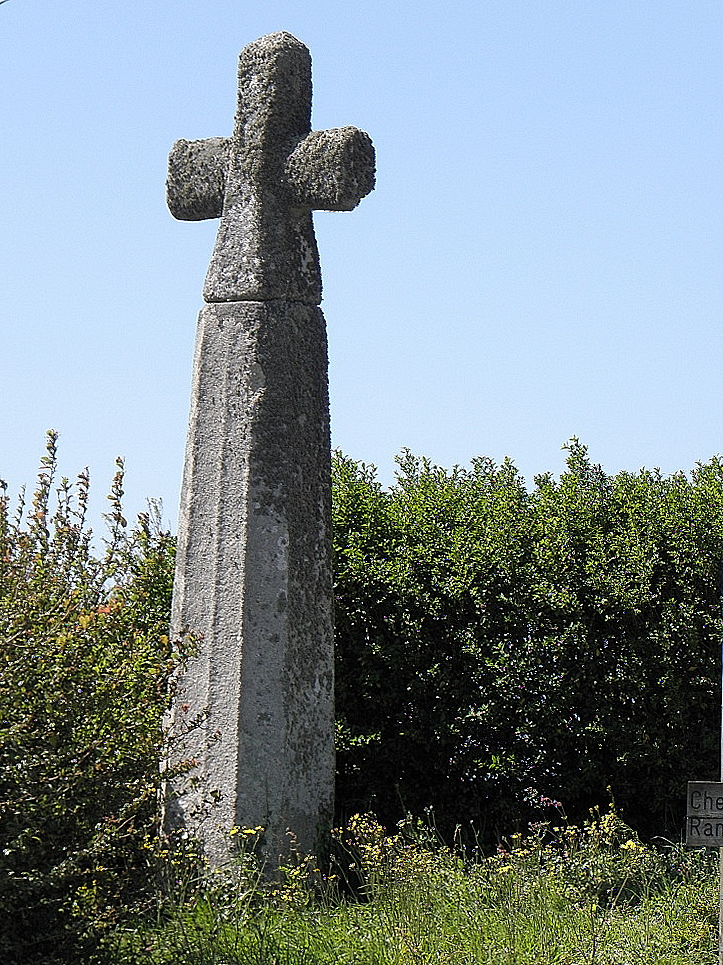
Christianisierte Stele Kroaz-Mean

- Megalithen und eine frühchristliche Stele Kroaz Méan (Monument historique)
- die Dorfkirche enthält religiöse Gegenstände aus dem 17. Jahrhundert
- die Kapelle Nôtre-Dame-de-Pratcoulm
- Calvaire auf dem Friedhof
- mehrere sehenswerte Landhäuser

Siehe auch: Liste der Monuments historiques in Plougoulm